# RM Austria – Perlmuttdesign
Die Firma RM Austria – Perlmuttdesign befindet sich in der Ortschaft Felling in der Stadtgemeinde Hardegg in Niederösterreich. Die letzte Perlmuttdrechslerei Österreichs hat sechs bis acht Mitarbeiter (früher ungefähr 30 Personen) und verarbeitet pro Jahr etwa 20 Tonnen Muscheln und erwirtschaft etwa 400.000 Euro Umsatz jährlich (2014).

## Geschichte
Diese Perlmuttdrechslerei wurde 1911 von Rudolf Marchart in Felling gegründet und verarbeitete ursprünglich Perlmutt von Muscheln aus Thaya und March. Unterdessen kommt das Rohmaterial aus Indonesien, Japan, Mexiko, Neuseeland und Australien.
Zur Zeit der Gründung gab es österreichweit, aber auch in Hardegg eine große Zahl derartiger Betriebe. Nach dem Zweiten Weltkrieg gab es in Österreich immer noch 98 solcher Handwerksbetriebe. Die beginnende Fertigung von Knöpfen aus Kunststoff ließ nicht nur die Zahl von Perlmuttdrechslereien, sondern auch die Zahl der hier Beschäftigten sinken. 
Hergestellt werden mit viel Handarbeit traditionellerweise immer noch Knöpfe (etwa 2,5 Millionen Stück pro Jahr) die hauptsächlich von nationalen und internationalen Trachtenmoden- und Strickwarenfirmen, aber auch von Maßhemdenherstellern abgenommen werden.
Seit einigen Jahren werden aber auch Schmuck und Zier- und Gebrauchsgegenstände hergestellt, die ein zusätzliches wirtschaftliches Standbein ergeben.